# سرگئی پلیاکوف
سرگئی پلیاکوف (روسی: Серге́й Владимирович Поляков؛ زادهٔ ۲۲ ژانویهٔ ۱۹۶۸) ورزشکار ورزش تیراندازی اهل روسیه است.
وی در مسابقات کشوری و بین‌المللی در مجموع برندهٔ ۱ مدال نقره شده‌است.